# Dessauer HV
Der Dessauer Handballverein von 1996 war ein Handballverein aus Dessau in Sachsen-Anhalt. Er entstand 1996 durch die Ausgliederung der Handballabteilung aus dem Dessauer SV ZAB. Im Jahr 2006 fusionierte er mit dem TV Roßlau zum Dessau-Roßlauer HV.

## Geschichte
Weil der Dessauer SV ZAB in finanziellen Schwierigkeiten steckte verließ die Handballabteilung den Verein und gründeten mit dem Dessauer Handballverein von 1996 ihren eigenen Verein. Der Verein übernahm das Startrecht für die 2. Handball-Bundesliga und die Mannschaft konnte in der ersten Saison unter dem neuen Namen einen neunten Platz belegen. Im DHB-Pokal 1998/99 erreichte die Mannschaft auf Dessau nach Siegen gegen den TV Krefeld-Oppum, den SV Eiche Biederitz und die TSG Ober-Eschbach das Achtelfinale des DHB-Pokals. Dort wurden sie vom späteren Titelgewinner THW Kiel ausgeschaltet. In der Staffel Nord beendeten sie die Saison 1999/2000 auf den dritten Platz hinter der SG VfL/BHW Hameln und Eintracht Hildesheim und verpassten damit knapp den Aufstieg in die Handball-Bundesliga.
Vor der Saison 2004/05 bekam die Bundesligamannschaft den Beinamen the beavers und sie belegten in dieser Saison mit den 15. Platz erstmals einen Platz in der unteren Tabellenhälfte. In der darauffolgenden Saison konnte der Verein mit den neunten Platz erneut eine Platzierung in der oberen Tabellenhälfte erreichen. Nach der Zusammenlegung der Städte Dessau und Roßlau 2006 fusionierten auch die beiden Handballvereine Dessauer HV und TV Roßlau zum Dessau-Roßlauer HV.

## Erfolge
- Achtelfinale im DHB-Pokal: 1998/99